# 高専ロボコン2011 ロボ・ボウル
高専ロボコン2011 ロボ・ボウル（こうせんろぼこん2011 ロボ・ボウル）は2011年に開催された24回目の高専ロボコンである。

## 概要
二足歩行のオフェンスロボットが相手のディフェンスをかいくぐり、チームメイトの高専生にタッチダウンパスを送る。先攻（青）・後攻（赤）に分かれ、タイムを競う。
競技は、2チームによる対戦方式。それぞれのチームが攻撃と守備を1回ずつ行う。先攻・後攻それぞれの競技時間は、1分30秒。攻撃時に使用できるボールは最大4個。攻撃側のオフェンス・ロボットが投げたボールをノーバウンドで「エンドゾーン」にいるメンバーが捕球するタッチダウンパス成功タイムの速さを競う。また、守備チームのディフェンス・ロボットが攻撃チームのロボットが投げたボールをノーバウンドで捕球（インターセプトの成功）する度に、競技時間がその場で30秒ずつ減ってゆく。競技時間がゼロになった時点で攻撃は終了する。

## 主なロボットの制約
- 大きさ
  - オフェンス・ロボット

1000mm×1000mm 高さ1500mm の直方体のどの面からもロボットの一部がはみ出すこと
オフェンス・ロボットの大きさの上限は、競技時間を通して上空から見て直径3000mmの正円の中に納まっていなければならない
変形後もこの条件を満たさなければならない
  - ディフェンス・ロボット

スタート時は直径1000mm、高さ1000mmの直円柱内に収まること
スタート後、ロボットの高さは5000mmまで伸ばすことが出来るが、直径1000mmの直円柱の底面から上空を含めてはみ出すことは出来ない
- ロボットのバンパー
ディフェンス・ロボットは相手のロボットと接触することが出来る唯一の部位としてバンパーを備えなければならない
オフェンス・ロボットは、オフェンススタートゾーンを出た後、競技時間を通してディフェンス・ロボットがどの方向から接近しても必ずディフェンス・ロボットのバンパー部分のみで接触する構造にしなければならない
- 重量

下限は定められていない
オフェンス・ロボットの総重量（コントロールボックスや電源装置も含む）は20kg以下
ディフェンス・ロボットの総重量（コントロールボックスや電源装置も含む）は8kg以下
- 全国大会は、コントロールボックスが総重量に含まれなかった

- 動力源

ロボットに印加される電源の電圧は定格24V以下
高圧ガス（常温の温度においてゲージ圧力が1メガパスカル以上）や爆発物等、危険なエネルギーを用いてはならない
- 製作費

30万円以内（新規調達分のみ ただし、無線操縦など通信に関する装置・部品は除くことができる）
- 操作形態

ロボットは、無線・赤外線・可視光・音波を用いて操縦
使用できる無線方式は、ZigBee、Bluetooth、無線LAN及びラジコンのホビー用（地上・水上）、2.4GHz帯通信モデム

## 大会日程
本大会は下記の日程で地区大会、全国大会が行われた。

### 地区大会
| 地区       | 開催日   | 会場                                 | 主幹高専     |
| 関東甲信越 | 10月2日  | 大月市民総合体育館                   | 東京高専     |
| 北海道     | 10月9日  | 苫小牧工業高等専門学校第一体育館     | 苫小牧高専   |
| 九州沖縄   | 10月9日  | 九州共立大学福原記念館（鶴鳴記念館） | 北九州高専   |
| 東北       | 10月16日 | 八戸工業高等専門学校第一体育館       | 八戸高専     |
| 中国       | 10月16日 | 俵田翁記念体育館                     | 宇部高専     |
| 近畿       | 10月23日 | 近畿大学記念会館                     | 近畿大学高専 |
| 四国       | 10月23日 | 新居浜工業高等専門学校第一体育館     | 新居浜高専   |
| 東海北陸   | 10月30日 | 岐阜アリーナ                         | 岐阜高専     |

### 全国大会
11月20日 国技館にて開催された。

## 大会結果

### 全国大会
| ロボコン大賞                 | 仙台高専（名取キャンパス） OR |
| 優勝                         | 仙台高専（名取キャンパス） OR |
| 準優勝                       | 福島高専 最強砲               |
| アイデア賞                   | 小山高専 速球ぱらボルト       |
| 技術賞                       | 北九州高専 ViGo               |
| デザイン賞                   | 豊田高専 飛・飛・飛           |
| ロボ・ボウル賞               | 長野高専 Impulse              |
| 特別賞（本田技研工業）       | 松江高専 撃蛙                 |
| 特別賞（マブチモーター）     | 一関高専 空                   |
| 特別賞（安川電機）           | 有明高専 おおむたん           |
| 特別賞（東京エレクトロンFE） | 小山高専 速球ぱらボルト       |

最速タイムは仙台高専（名取キャンパス）の8秒

仙台高専（名取キャンパス）が2年連続ロボコン大賞・初優勝の二冠

優勝とロボコン大賞の同時受賞は2006年の詫間電波高専（現・香川高専詫間キャンパス）以来2例目

## 放送

### 地区大会
- ローカル放送

11月13日にNHK総合にて各地区大会のローカル放送が行われた。
- 深夜放送

11月29日から12月8日までの間、NHK総合にて地区大会の深夜放送が行われた。順序は地区大会の開催順に関東甲信越地区から始まり、東海北陸地区が最後。

### 全国大会
- 地上波版

12月11日にNHK総合にて放送された。再放送は12月28日。